# كريس أدريان
كريس أدريان (بالإنجليزية: Chris Adrian)‏‏ (7 نوفمبر 1970 في واشنطن - ) كاتب طبي، وروائي، وعالم أورام من الولايات المتحدة.

## الجوائز
- زمالة غوغنهايم